# JuJu Chan
JuJu Chan właśc. Juliana Chan (chiń. upr. 陈钰芸; chiń. trad. 陳鈺芸; pinyin Chén Yùyún; ur. 2 lutego 1986) – pochodząca z Hongkongu amerykańska aktorka filmowa i telewizyjna.

## Filmografia
- 2008: Other End Of The Gun jako Sabrina
- 2008: LUMINA jako Lumina Wong
- 2009: Gong Neui! jako Princess
- 2009: Found and Lost jako Eva
- 2009: Rich Mate Poor Mate
- 2012: Hit Girls jako Pixie Ho
- 2013: Fist of the Dragon jako Zhen

## Album
- I Wanna Hold Your Heart

## Nagrody muzyczne
- 2011 Hong Kong Metro Radio New Singer Award
- 2011 Hong Kong uChannel Teens most favorite new singer Award